# 김혁봉

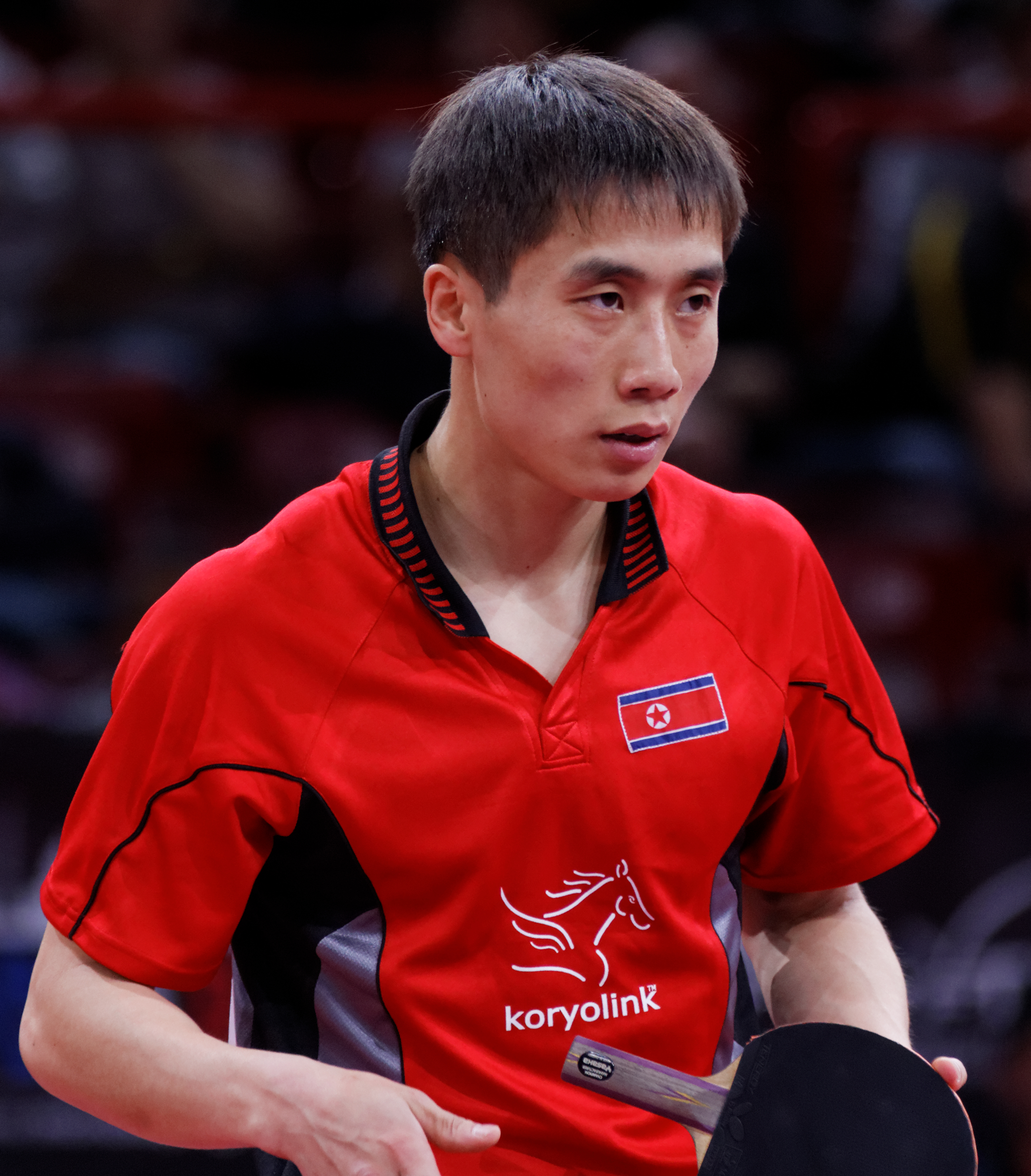

김혁봉(金赫奉, 1985년 10월 28일~ )은 조선민주주의인민공화국의 탁구 선수다. 2013년 프랑스 파리에서 개최된 세계선수권대회 혼합복식에서 김정과 함께 금메달을 획득하였다.